# Scherschneiden

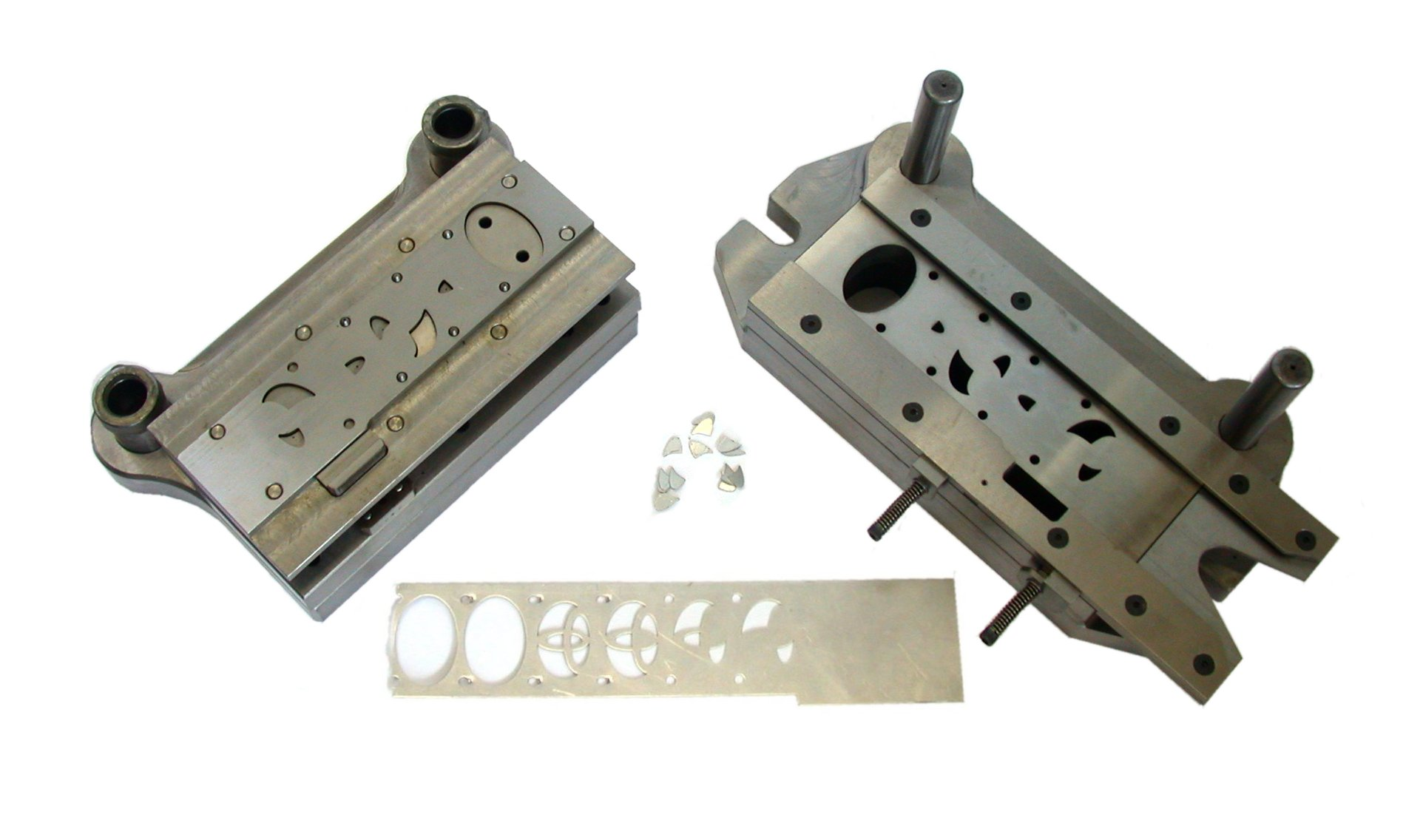
Auseinandergeklapptes Feinschneidewerkzeug

Das Scherschneiden oder Scheren ist das Zerteilen eines Werkstoffes durch zwei sich aneinander vorbeibewegende Schneiden (DIN 8588).
Der Werkstoff wird dabei durch Scherkräfte abgeschert.
In der Blechbearbeitung gehört dieses Trennverfahren zu den am häufigsten angewendeten Fertigungsverfahren.
Werkzeuge für dieses Trennverfahren sind die Schere (Haushalts-Schere, Tafelschere, Blechschere, Kabelschere) sowie u. a. Stanzpresse, Rettungsschere oder Nibbler.

## Schneidvorgang
Die Werkstofftrennung durch Scherschneiden lässt sich in vier Phasen einteilen:
1. Aufsetzen von Ober- und Untermesser mit elastischer Verformung des Werkstoffs mit Verdrängung in Schnittrichtung sowie rechtwinklig zur Bewegungsachse.
2. plastische Verformung und Fließen des Werkstoffes
3. Rissbildung ausgehend von den Schneidkanten
4. Durchreißen

Maßgeblich für die Qualität der Schnittflächen bei der Fertigung sind die Materialdicken, der Schneidspalt im Verhältnis zur Materialdicke (3–5 % bei offenem, 5–10 % bei geschlossenem Schnitt, beim Feinschneiden 0,5–1 %), der Verschleißzustand der Schneidwerkzeuge, die Materialart, die Werkzeugführung und die Teilegeometrie.
Die Qualität einer Innenform wird maßgeblich durch den Stempel beeinflusst, da nur eine Relativbewegung zwischen dem Stempel und der Innenform stattfindet. Für eine Außenform gilt entsprechendes für die Schneidplatten.

## Verfahren
Nach der Lage zur Werkstückbegrenzung unterscheidet man folgende Verfahren:
- Ausschneiden – Beim Ausschneiden wird das Teil meist aus einem Blechstreifen (Coil), teilweise auch aus Blechzuschnitten herausgetrennt. Der Streifen ist nach dem Schneidvorgang Abfall, die Schnittlinie beim Ausschneiden ist immer geschlossen. Die Schnittkante führt außen um das Werkstück. Vgl. auch Stanzen. Das Verfahren ist nicht zu verwechseln mit dem Beschneiden (siehe unten).
- Lochen – Beim Lochen werden ein oder mehrere Löcher in das Werkstück geschnitten. Die Form der Löcher bzw. Durchbrüche ist beliebig, die Schnittlinie ist beim Lochen immer geschlossen. Das Ausgeschnittene ist beim Lochen Abfall. Vgl. auch Stanzen.
- Abschneiden – Beim Abschneiden wird das Werkstück meist ohne Abfall von einem Blechstreifen abgeschnitten. Die Schnittlinie ist offen und verläuft einmal quer über den Blechstreifen. Der Verlauf der Schnittlinie wird durch die zu fertigende Form des Werkstückes bestimmt. Vgl. auch Tafelschere.
- Ausklinken – Beim Ausklinken werden ein oder mehrere Stücke aus der Seite eines Blechzuschnitts (Werkstück) herausgeschnitten. Die Schnittlinie ist bei diesem Verfahren offen und beginnt und endet an der Werkstück-Kante einer Seite.
- Beschneiden – Das Beschneiden ist der Zuschnitt eines Tiefziehteiles nach der Umformung auf seine genauen Abmessungen.
- Einschneiden – Beim Einschneiden wird der Blechzuschnitt entlang einer Linie geschnitten, die im Werkstück endet und somit nicht geschlossen ist. Das Einschneiden tritt meist zusammen mit dem Biegeumformen auf.

Des Weiteren kann man die Verfahren nach folgenden Kriterien unterteilen
- Form der Schneiden
  - Offenschneiden
  - Geschlossenschneiden
- Geometrie der Schneiden
  - Scherschneidemesser
  - Rollenschneidemesser
- Anordnung der Schneiden
  - Vollkantig-Schneiden
  - Kreuzend-Schneiden